# Albert Hofmann
Albert Hofmann (Baden, 11 gennaio 1906 – Burg im Leimental, 29 aprile 2008) è stato un chimico svizzero, conosciuto soprattutto per essere stato la prima persona ad aver sintetizzato, assunto tramite ingestione ed appreso gli effetti del dietilamide dell'acido lisergico (LSD) e ad aver isolato i principali alcaloidi dei funghi psichedelici, la psilocina e la psilocibina. Hofmann è stato anche il primo ricercatore a classificare la Salvia divinorum.

## Biografia
Nacque a Baden in Svizzera nel 1906, e studiò chimica all'Università di Zurigo. Il suo principale interesse era la chimica di piante e animali, in seguito ha condotto importanti ricerche sulla struttura chimica della chitina, per la quale ha ricevuto il suo dottorato. Hofmann si unì al dipartimento chimico-farmaceutico dei Laboratori Sandoz, Basilea (ora Novartis), studiando le piante medicinali scilla marina e la segale attaccata dal fungo Claviceps purpurea, segale cornuta, come parte di un programma per purificare e sintetizzare i principi attivi per l'uso come farmaco.
Le sue ricerche sull'acido lisergico, il componente comune centrale degli alcaloidi della Claviceps purpurea o Ergot (un ascomicete che cresce sulla segale), condussero nel 1938 finalmente alla sintesi dell'LSD-25 (dextro lysergyc acid diethylamyde tartrate 25) o dietilamidetartrato 25. Fu cinque anni dopo, ripetendo la sintesi della sostanza ormai quasi dimenticata, che il Dr. Hofmann scoprì gli effetti psichedelici dell'LSD dopo che una piccola quantità della sostanza gli cadde sulla mano durante un esperimento di laboratorio provocandogli una notevole irrequietezza e una leggera vertigine; era il 16 aprile del 1943. Tre giorni dopo, il 19 aprile Hofmann assunse deliberatamente 250 µg di LSD prima di tornare a casa in bicicletta, e sperimentò effetti molto più intensi dopo 40 minuti (vedi: LSD per dettagli). 
 
Questo fu seguito da una serie di auto-sperimentazioni condotte da Hofmann e la sua équipe. Scrisse per la prima volta circa questi esperimenti il 22 aprile.  Lo psichiatra di Albert, Wistoll, disse che "gli effetti raggiunsero l'apice quando il chimico ebbe visioni di scene reali distorte; sapore metallico sulla lingua; gola secca; intorpidimento degli arti e stati confusionali. Solo dopo 6 ore e 5 minuti, le condizioni cominciarono a ritornare alla normalità. Lo stesso Hofmann ribadì che lo stato predominante era sempre quello dello scambio uditivo-visivo: i suoni si trasformavano in sensazioni variopinte, ovvero la sua mente riusciva ad associare le immagini a diversi suoni."

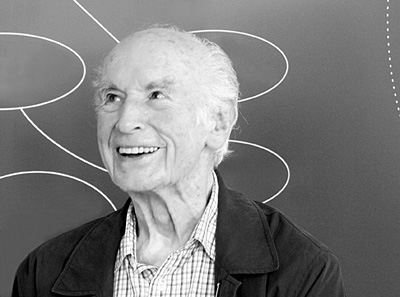
Albert Hofmann nel 2006

Divenne direttore del dipartimento di prodotti naturali a Sandoz e continuò studiando le sostanze psichedeliche trovate nei funghi messicani e altre piante utilizzate dagli aborigeni. Questo portò alla sintesi della psilocibina, l'agente attivo di molti funghi psichedelici.
Hofmann si interessò anche ai semi della Morning Glory messicana (Rivea corymbosa), i cui semi sono chiamati Ololiuhqui dai nativi. Fu molto sorpreso quando scoprì nell'Ololiuhqui diverse ammidi dell'acido lisergico, compresa l'ergobasina, già trovate nell'ergot, quando però quest'ultimo non aveva nulla a che vedere (dal punto di vista evoluzionistico) con i semi della pianta messicana.
Nel 1962, lui e sua moglie Anita si spostarono in Messico alla ricerca della Ska Maria Pastora, più tardi conosciuta come Salvia divinorum. Fu capace di ottenere campioni di questa pianta ma non riuscì mai a isolarne il principio attivo.
Era membro del Comitato Nobel, socio dell'Accademia Mondiale delle Scienze, membro della Società Internazionale sulla Ricerca delle Piante e della Società Americana di Farmaceutica.
Ha scritto oltre 100 articoli scientifici e ha scritto e collaborato a diversi libri, tra cui LSD, My Problem Child (LSD; il mio bambino difficile), che fa parte di un'autobiografia e descrive il suo famoso giro in bicicletta.
Nell'ottobre 2007 è stato inserito nella classifica dei 100 Geni Viventi alla prima posizione, a pari merito con Tim Berners-Lee, inventore del World Wide Web.

### Morte
È morto il 29 aprile 2008 a causa di un infarto, nella sua casa di Burg im Leimental, nei pressi di Basilea, all'età di 102 anni.

## Opere
- Lo Scienziato Divino, scritti inediti, Ed. Piano B, 2023
- (con Christian Rätsch e Richard Evans Schultes) Piante degli dei. I loro poteri sacri, guaritori e allucinogeni (2021) trad.di Maria Stella Cingolo. Venexia 2000. ISBN 978-8899863579
- I sogni della materia, Ed. Stampa Alternativa, 2017
- Carteggio, con Ernst Jünger, Ed. Giometti & Antonello, 2017
- Percezioni di realtà, Ed. Stampa alternativa, 2006
- LSD il mio bambino difficile (riflessioni su droghe sacre, misticismo e scienza), Feltrinelli - ISBN 88-503-2340-9
- Pflanzen der götter - Richard E. Schultes & A. Ofmann - AT Verlag - ISBN 3-85502-645-9
- Elogio del puro contemplare (Riflessioni con foto di farfalle) Ed. URRA - ISBN 88-7303-222-2
- LSD: I miei incontri con Huxley, Jünger, Leary, Vogt - Ed. Stampa Alternativa Collana Millelire - ISBN 88-7226-065-5
- I Misteri di Eleusi (Saggio presentato al I Congresso Internazionale sugli Stati Alterati di Coscienza, Goettingen, 1992) Ed. Stampa Alternativa - Collana Millelire - ISBN 88-7226-109-0
- PSICHEDELICA - contenente 5 libretti di cui 3 di A. Hofmann (a cura di Roberto Fedeli) - LSD: I miei incontri con Huxley, Jünger, Leary, Vogt - I Misteri di Eleusi - Viaggi Acidi (Breve intervista) Ed. Stampa Alternativa - Collana Millelire - ISBN 88-7226-265-8